# ダブルスコア
『ダブルスコア』は、2002年10月8日から12月17日まで、フジテレビジョン系「火曜9時」枠で放送されたテレビドラマ。主演は反町隆史と押尾学。
検挙率95%だが始末書率も95%の問題児刑事と、新人エリート刑事とのコンビの活躍を描く。フジテレビの久々の連続刑事ドラマである。

## キャスト
橘真ノ介
演 - 反町隆史
警視庁南麻布署捜査課刑事。階級は巡査長。
検挙率は異常に高いが、同時に書く始末書も多い問題児。河村とコンビを組む。
愛車はダイハツ・コンパーノスパイダー、捜査用の車はトヨタ・カローラ（E120型）「品川500さ53-18」であり、ドリフトやホイールスピンをしていた。
河村悦郎
演 - 押尾学
警視庁南麻布署捜査課刑事。東大卒の警察庁キャリア組で、階級は警部補。
実務研修として署に着任する。橘とコンビを組む。テコンドーの達人で高校の頃に習得した。端正な容姿もあり署の女性警察官たちにはモテモテ。使用銃はグロック
服部実加
演 - 須藤理彩
警視庁南麻布署捜査課刑事。
単独行動をとる橘を毛嫌いし、キャリアである河村を快く思っていない。
富山利江子
演 - 村上里佳子
橘の行きつけの六本木のメキシコ料理店のママ。
橘と河村の良き相談相手。一人息子がいる。
富山龍馬
演 - 清水響
利江子の息子
北嶋武志
演 - 岡田義徳
警視庁南麻布署捜査課刑事。
服部にいつも振り回されている。
曾根崎隆夫
演 - 石丸謙二郎
警視庁南麻布署捜査課課長。
橘の単独行動に手を焼いている。
桜庭清一
演 - 阿南健治
警視庁南麻布署捜査課刑事。
小宮山健
演 - 相島一之
警視庁南麻布署捜査課刑事。
捜査課の中ではひねくれ者で、服部とはしばしば衝突する。「おいおい、嘘だろ〜」が口癖
谷口オサム
演 - 山崎裕太
自動車修理工場の工員。
橘の車の修理、および整備をしている彼の弟分。
吉岡多恵
演 - すほうれいこ
警視庁南麻布署交通課女性警察官。
木下緑
演 - 細野佑美子
警視庁南麻布署交通課女性警察官。
松川有紀子
演 - 水野はるか
警視庁南麻布署交通課女性警察官。
畑中正雄
演 - 鶴田忍
警視庁南麻布署署長。
橋本伸太郎
演 - 山崎画大
警視庁南麻布署捜査課刑事。
柏田裕太
演 - 滋野由之
警視庁南麻布署捜査課刑事。

### ゲスト

#### 第1話
永井俊介
演 - 永島敏行（第2話）
真ノ介の先輩刑事。ピアス男とダックに射殺された。
ピアス男
演 - 村井克行（第2話）
犯人一味。
ダック
演 - 加藤冬樹（第2話）
拘留中の被疑者。階段から落ちて死亡した。
- 瀬戸陽一郎、畠山明子、古泉一樹（第2話）、常世田正人、ディアナアルファロ

#### 第2話
江田麻希
演 - 矢沢心
- 村松利史、古本新之輔

#### 第3話
真崎奈津子
演 - 上原美佐
- 金原泰成、大塚麻恵

#### 第4話
佐伯真樹夫
演 - 松重豊
クラブオーナー。
森川啓一
演 - 佐戸井けん太
公安警察館。
- 佐藤誓、戯武尊、婆裟羅天明（第5話）、松嶋亮太

#### 第5話
根本政義
演 - 郷田ほづみ（第8話）
本庁の刑事。
岡沢卓夫
演 - 渡辺卓
- 成田浬、諏訪太朗、山本ふじこ、佐藤裕、斎藤あきら

#### 第6話
赤倉勝男
演 - 大高洋夫
麻薬の売人。
- きたろう、佐渡稔、ト字たかお、川俣しのぶ、増田由紀夫

#### 第7話
橘真ノ介
演 - 高杉亘
殺人事件の実行犯。フルフェイス男。
リポーター
演 - 尾上博美
- 結城貴史、大木史朗、国枝量平、藤田清二、小林千恵

#### 第8話
鈴木
演 - 矢島健一
刑事。
- 有薗芳記、鶴岡修、佐藤孝輔、中山夢歩、若林謙、住若博之、美咲まい、白井良昌、伊勢田隆弘、大平素子

#### 第9話
倉沢良江
演 - 吉野きみ佳
刑務所に服役している夏川智之介の恋人。
- 李鐘浩、田口和政、邸太郎、田崎敏路、武井秀哲、小林一三

#### 第10話
工藤修次
演 - 松田賢二
コンビニ強盗事件の犯人。
- 濱近高徳、法福法彦、西沢智治、牧トオル、勝目憲一、原田光規、植田健

#### 最終話
岸本英二郎
演 - 石田太郎
政治家。
菅沼亜弓
演 - 水川あさみ
橘と河村がパトロール中に発見した少女。男たちに追われている。
加瀬哲夫
演 - 井田州彦
殺人事件の被害者。職業は、ルポライター。
秘書
演 - 宇納侑玖
- 並木史朗、眞島秀和、西岡竜一朗、岡部務、猪又太一、小野麻亜奈、早美あい、立石愛、山川マキ、高橋みゆき

## スタッフ
- 脚本 - 寺田敏雄
- プロット協力 - 高山直也、天沢彰
- 音楽 - 蓜島邦明
- 主題歌 - CHEMISTRY「It Takes Two」（DefSTAR RECORDS）
- 挿入歌 - ボン・ジョヴィ「Bounce」（UNIVERSAL MUSIC）
- ガンエフェクト - BIGSHOT
- カースタント - アクティブ21
- 技斗 - 釼持誠、重見成人
- 演出 - 平野眞、村上正典、小林義則
- プロデューサー - 小椋久雄、矢吹東
- 制作 - フジテレビ共同テレビ

## 放送日程
| 各話                                                       | 放送日   | サブタイトル                             | 演出     | 視聴率 |
| ---------------------------------------------------------- | -------- | ---------------------------------------- | -------- | ------ |
| 第1話                                                      | 10月08日 | 史上サイアクの刑事                       | 平野眞   | 15.0%  |
| 第2話                                                      | 10月15日 | 絶体絶命！新たなる敵                     | 平野眞   |        |
| 第3話                                                      | 10月22日 | 犯人よりもワルイ奴ら                     | 村上正典 |        |
| 第4話                                                      | 10月29日 | 花のミニパト底抜け大作戦                 | 村上正典 |        |
| 第5話                                                      | 11月05日 | イケメン対決！ホストクラブ潜入（秘）作戦 | 小林義則 |        |
| 第6話                                                      | 11月12日 | 爆笑！乗っ取られた警察署（秘）夜の大作戦 | 平野眞   |        |
| 第7話                                                      | 11月19日 | 真ノ介アイドルに！モテすぎて殺人罪？     | 村上正典 |        |
| 第8話                                                      | 11月26日 | 真ノ介死す！マジ？俺、生ゴミくさい？     | 平野眞   |        |
| 第9話                                                      | 12月03日 | え！悦郎と実加が恋？そして真ノ介も？     | 小林義則 |        |
| 第10話                                                     | 12月10日 | 奪われた刑事の拳銃！仲間達の熱き戦い     | 平野眞   |        |
| 最終話                                                     | 12月17日 | 涙の最終回！男達の最後の闘いと別れ       | 平野眞   |        |
| 平均視聴率 10.6%（視聴率は関東地区・ビデオリサーチ社調べ） |          |                                          |          |        |

- 初回は21時 - 22時4分の10分拡大放送。